# المندوب الدائم لجمهورية العراق لدى الأمم المتحدة
سفير العراق لدى الأمم المتحدة المعروف رسمياً باسم «المندوب الدائم لجمهورية العراق» يترأس وفد العراق لدى الأمم المتحدة في مدينة نيويورك. الممثل الحالي هو محمد حسين محمد بحر العلوم. 

## المندوبون
فيما يلي قائمة مرتبة زمنيًا لمن شغل المنصب:
| #                                | اسم                   | سنوات خدم   | الأمين العام للأمم المتحدة             | رئيس وزراء العراق                                                              |
| -------------------------------- | --------------------- | ----------- | -------------------------------------- | ------------------------------------------------------------------------------ |
| الجمهورية العراقية (1958–68)     |                       |             |                                        |                                                                                |
| 1                                | عصمت كتاني (بالوكالة) | 1958-1959   | داغ همرشولد                            | عبد الكريم قاسم                                                                |
| 2                                | عدنان الباجه جي       | 1959-1965   | داغ همرشولد ، يو ثانت                  | عبد الكريم قاسم ، احمد حسن البكر ، طاهر يحيى                                   |
| 3                                | كاظم الخلف            | 1965-1967   | يو ثانت                                | عارف عبد الرزاق ، عبد الرحمن البزاز ، ناجي طالب ، عبد الرحمن عارف ، طاهر يحيى. |
| 4                                | عدنان الباجه جي       | 1967-1969   | يو ثانت                                | طاهر يحيى                                                                      |
| العراق إبان حكم حزب البعث        |                       |             |                                        |                                                                                |
| 4                                | عدنان الباجه جي       | 1967-1969   | يو ثانت                                | عبد الرزاق النايف ، احمد حسن البكر                                             |
| 5                                | عدنان رؤوف (تمثيل)    | 1969-1970   | يو ثانت                                | احمد حسن البكر                                                                 |
| 6                                | طالب الشبيب           | 1970-1972   | يو ثانت ، كورت فالدهايم                | احمد حسن البكر                                                                 |
| 7                                | عبد الكريم الشيخلي    | 1972-1974   | كورت فالدهايم                          | احمد حسن البكر                                                                 |
| 8                                | صلاح عمر العلي        | 1980 - 1982 | كورت فالدهايم ، خافيير بيريز دي كوييار | صدام حسين                                                                      |
| 9                                | رياض القيسي           | 1983-1986   | خافيير بيريز دي كوييار                 | صدام حسين                                                                      |
| 10                               | عصمت كتاني            | 1986 - 1989 | خافيير بيريز دي كوييار                 | صدام حسين                                                                      |
| 11                               | عبد الأمير الأنباري   | 1992-1990   | خافيير بيريز دي كوييار                 | صدام حسين ، سعدون حمادي ، محمد حمزة الزبيدي                                    |
| 12                               | نزار حمدون            | 1992-1998   | بطرس بطرس غالي وكوفي عنان              | محمد حمزة الزبيدي ، احمد حسين خضير السامرائي ، صدام حسين                       |
| 13                               | سعيد حسن حسن          | 1999-2000   | كوفي عنان                              | صدام حسين                                                                      |
| 14                               | محمد عبدالله الدوري   | 2001-2003   | كوفي عنان                              | صدام حسين                                                                      |
| جمهورية العراق (2003 - حتى الآن) |                       |             |                                        |                                                                                |
| 15                               | سمير الصميدعي         | 2004-2006   | كوفي عنان                              | اياد علاوي ، ابراهيم الجعفري ، نوري المالكي                                    |
| 16                               | حامد البياتي          | 2007-2013   | بان كي مون                             | نوري المالكي                                                                   |
| 17                               | محمد علي الحكيم       | 2013-2018   | بان كي مون                             | نوري المالكي وحيدر العبادي                                                     |